# Дэй, Хэп
Кларенс Генри Дэй (англ. Clarence Henry Day; 14 июня 1901, Оуэн-Саунд — 17 февраля 1990, Сент-Томас) — канадский хоккеист и тренер, известный как Хэп Дэй; в качестве игрока обладатель Кубка Стэнли 1932 года в составе «Торонто Мейпл Лифс». Пятикратный обладатель Кубка Стэнли в качестве главного тренера «Торонто Мейпл Лифс» (1942, 1945, 1947, 1948, 1949).

## Биография

### Игровая карьера
Начал хоккейную карьеру в команде «Гамильтон Тайгерс», за которую отыграл два сезона. По окончании сезона 1923/24 присоединился к клубу НХЛ «Торонто Сент-Патрикс», за которую отыграл три сезона на позиции защитника.
С 1927 года клуб стал называться «Торонто Мейпл Лифс» и он оставался капитаном в течение десяти лет. Когда в 1931 году в «Мейпл Лифс» перешёл Кинг Клэнси вместе с Дэем была составлена сильнейшая пара обороны, которая стала одним из творцов успеха команды в выигранном в 1932 году Кубке Стэнли.
После 13 сезонов в Торонто, в сентябре 1937 года перешёл в «Нью-Йорк Американс», в котором отыграв сезон завершил игровую карьеру.

### Тренерская и деловая карьера
По окончании карьеры игрока работал хоккейным судьёй.
С 1940 по 1950 годы был главным тренером «Торонто Мейпл Лифс», с которой были связаны главные успехи команды. В период его работы в 1940-е годы команда была одной из сильнейших в НХЛ, были выиграны пять Кубков Стэнли, из них три подряд.
С 1950 по 1951 года входил в управление клуба, как помощник генерального менеджера, выиграв с командой очередной (седьмой для себя) Кубок Стэнли в 1951 году. В течение шести лет до 1957 года, он работал в управление клуба, пока не вышел в отставку.
Завершив хоккейную деятельность, занимался бизнесом, пока в 1977 году не передал его сыну.

### Признание
Его игровой номер «4» выведен из обращения в «Мейпл Лифс».
В 1961 году стал членом Зала хоккейной славы.

### Смерть
Скончался 19 февраля 1990 года в Сент-Томасе в возрасте 88 лет.